# Azaleastyltmal
Azaleastyltmal (Caloptilia azaleella) är en fjärilsart som först beskrevs av Brants 1913.  Azaleastyltmal ingår i släktet Caloptilia och familjen styltmalar.
Artens utbredningsområde är:
- Österrike.
- Belgien.
- Luxemburg.
- Tjeckien.
- Slovakien.
- Danmark.
- Finland.
- Frankrike.
- Tyskland.
- Irland.
- Italien.
- Nederländerna.
- Norge.
- Polen.
- Portugal.
- Sverige.
- Schweiz.

Arten förekommer tillfälligt i Sverige, men reproducerar sig inte. Inga underarter finns listade i Catalogue of Life.

## Bildgalleri

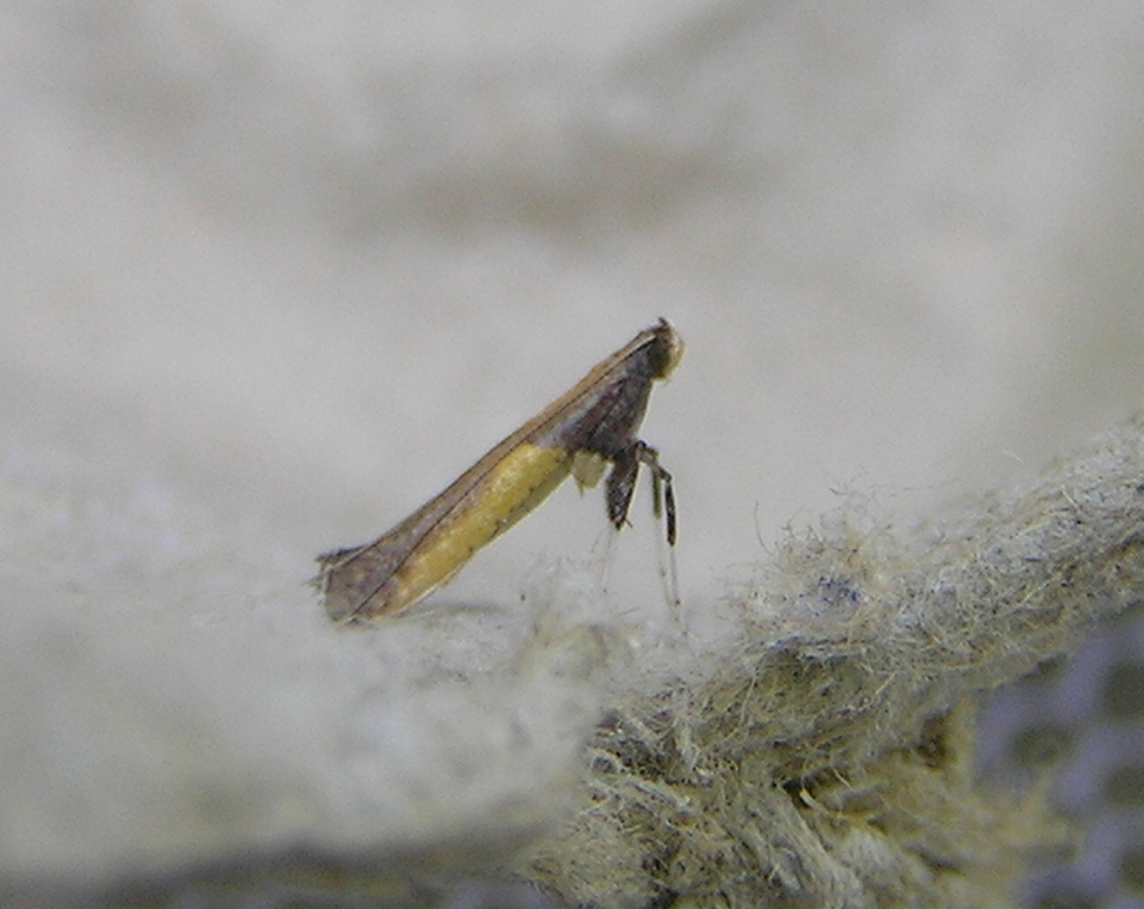
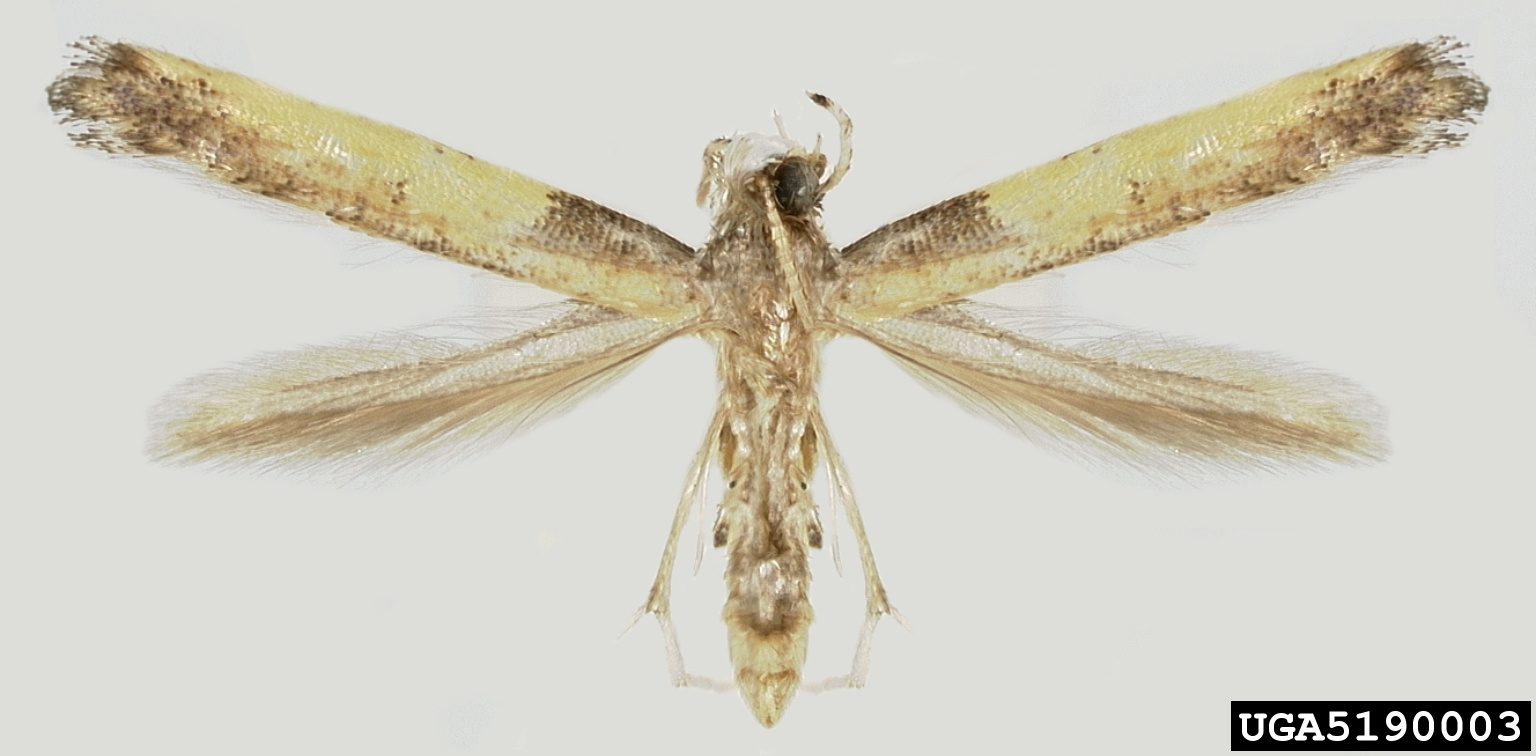